# Friedhofskapelle (Weißenfels)

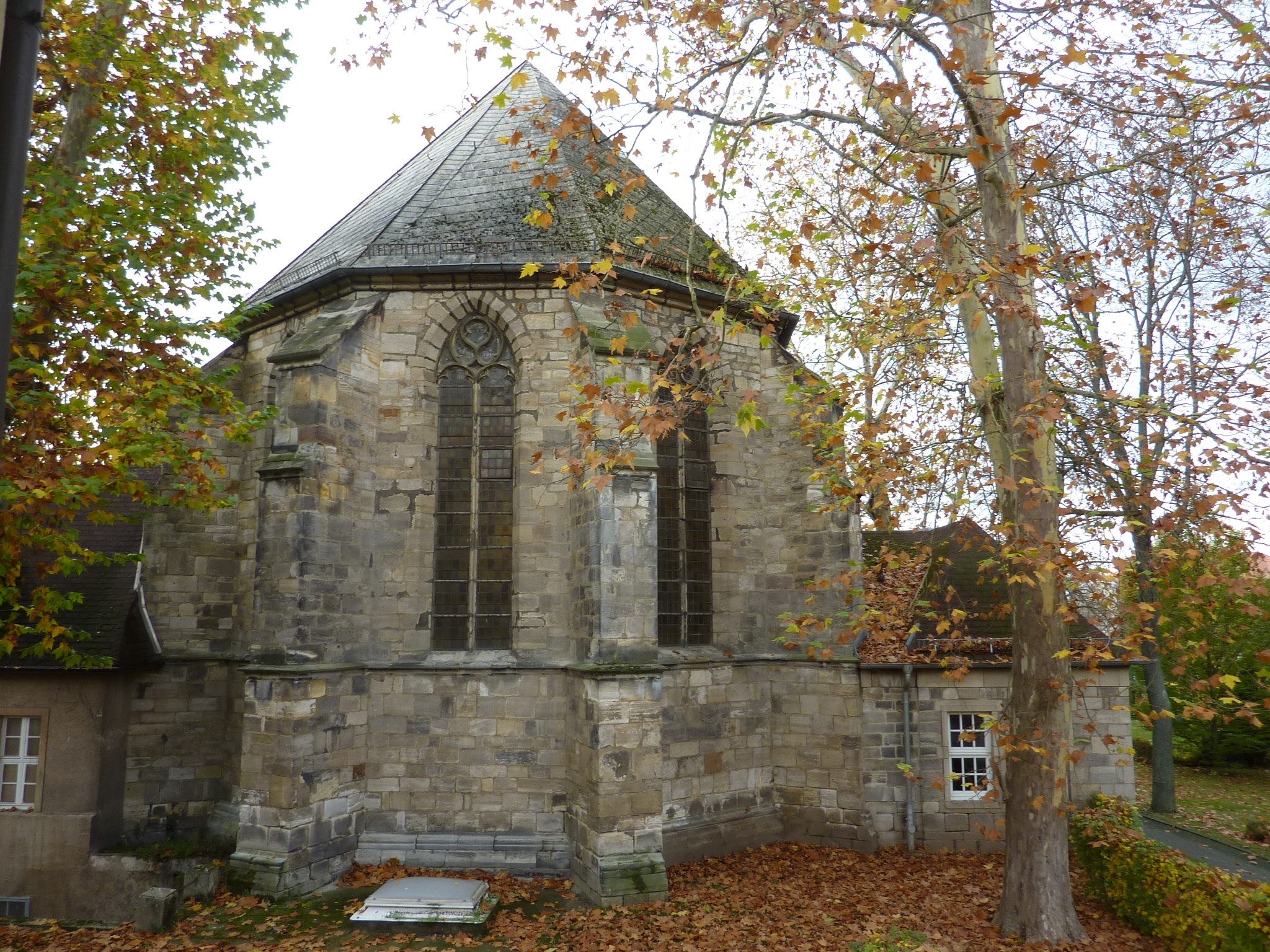
Die Friedhofskapelle Weißenfels

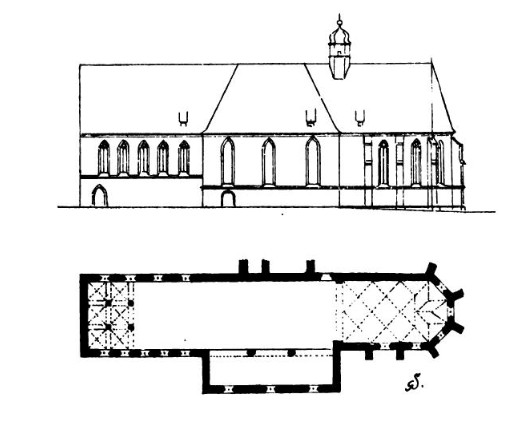
Die alte Klarissenkirche 1880

Die Friedhofskapelle ist ein gotisches Bauwerk in Weißenfels im Burgenlandkreis in Sachsen-Anhalt.
Es handelt sich dabei um den Chorraum der ehemaligen Klosterkirche des Klosters Sankt Claren, der hierher umgesetzt wurde.

## Geschichte
Die 1301 erbaute Klarissenkirche wurde ab 1882 manchen anderen Quellen nach 1884 abgerissen. Der Chorraum, ein spätgotischer Quaderbau mit Rautennetzgewölbe, wurde abgetragen und als Kapelle des Stadtfriedhofs originalgetreu im Jahr 1886 wieder aufgebaut. Bei der Kirche verzichtete man auf Prunk und einen Turm, was typisch für die Bettelorden ist. Nach der Umsetzung auf den Friedhof wurde der alte Chor 1886 neu geweiht. 1927 fügte man die Vorhalle und eine Sakristei hinzu.